# Osvobození Chersonu
Dne 11. listopadu 2022 Ozbrojené síly Ukrajiny (ZSU) znovu dobyly město Cherson a další oblasti Chersonské oblasti a části Mykolajivské oblasti na pravém břehu Dněpru. Ruské ozbrojené síly se v průběhu 9. až 11. listopadu 2022 stáhly na levý břeh. Události byly důsledkem ukrajinské jižní protiofenzívy během ruské invaze na Ukrajinu.

## Pozadí
Po invazi na Ukrajinu 24. února obklíčila ruská vojska koncem února město Cherson a po těžkých bojích jej obsadila 2. března 2022. V září 2022 Rusko spolu s dalšími třemi oblastmi oznámilo anexi této oblasti, což bylo na mezinárodní scéně odsouzeno.
Dne 9. listopadu 2022 oznámil ruský generál Sergej Surovikin stažení vojsk z Chersonu a západního břehu Dněpru. Jako důvod tohoto rozhodnutí uvedl, že Cherson a blízké osady nemohou být řádně zásobovány a že civilisté jsou ohroženi ukrajinským ostřelováním.

## Osvobození
10. listopadu se objevilo video, na kterém je vidět ukrajinská vlajka ve Snihurivce. Ukrajinské síly také získaly zpět kontrolu nad obcí Kyselivka, patnáct kilometrů severozápadně od Chersonu. Téhož dne vrchní velitel Ozbrojených sil Ukrajiny Valerij Zalužnyj prohlásil, že ukrajinské síly od 1. října 2022 dobyly zpět 41 osad v okolí Chersonu.
Ukrajinští představitelé odhadovali, že do večera 10. listopadu byla polovina ruských vojáků stažena na levý břeh Dněpru. Dne 11. listopadu brzy ráno byli ruští pěšáci spatřeni, jak jdou po pontonovém mostě na východní břeh. Ukrajinská armáda a kolony se blížily k Chersonu, když prošly několika městy, vesnicemi a předměstími, kde je vítali jásající a vlajkami mávající civilisté.

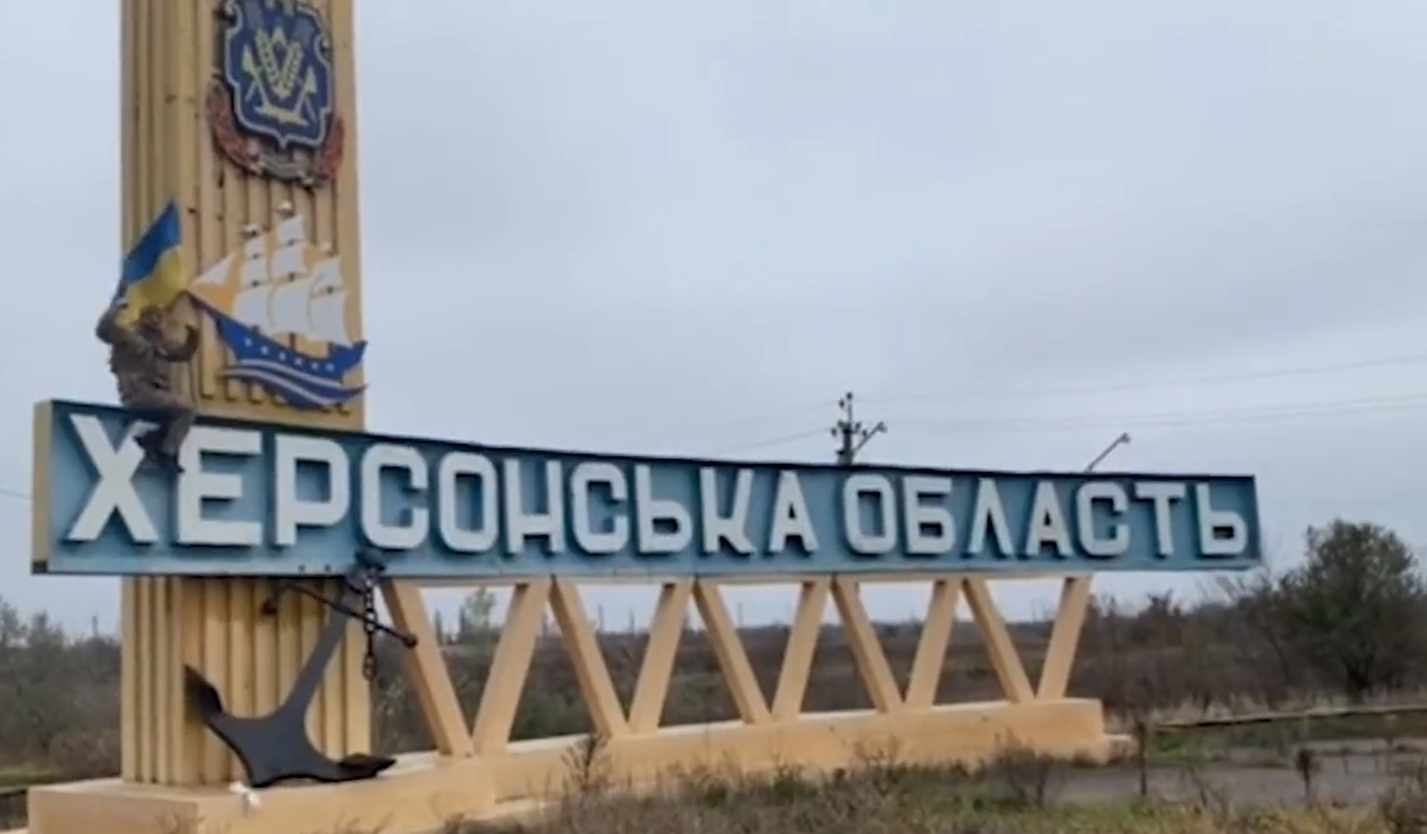
Ukrajinský voják sedí na ceduli v Chersonské oblasti s rukama zdviženýma nahoru a oslavuje poté, co na ceduli umístil ukrajinskou vlajku.

### Stažení ruských jednotek
Zatímco se ruské jednotky stahovaly přes řeku Dněpr, ukrajinské jednotky postupovaly dále do Chersonské oblasti a okolních oblastí. Ruské ministerstvo obrany 11. listopadu v pět hodin ráno moskevského času (2:00 UTC) prohlásilo, že všichni vojáci (přibližně 30 000) a veškerá vojenská technika byli úspěšně přesunuti přes řeku v rámci spořádaného ústupu. Několik analytiků a odborníků považovalo dokonalé provedení tak rozsáhlého a složitého manévru během tří dnů za logisticky nemožné. Ukrajinský ministr obrany Oleksij Reznikov agentuře Reuters řekl: „Není tak snadné stáhnout tyto jednotky z Chersonu během jednoho dne nebo dvou dnů. Minimálně [to bude trvat] jeden týden, než je všechny přesunou.“
Na ruských sociálních sítích se zdálo, že mnoho vojáků propadlo panice a pokoušeli se utéct. Mnoho zpráv od novinářů, ukrajinských civilistů a úřadů i jednotlivých ruských vojáků naznačovalo, že stahování probíhalo spíše chaoticky a mnoho ruských vojáků a materiálu zůstalo na pravém břehu. Deutsche Welle uvedla, že hlavní části vybavení, jako jsou systémy protiletadlové obrany, byly podle všeho úspěšně přesunuty na druhý břeh, což by však ponechalo vojáky uvízlé na severní straně zranitelné vůči ukrajinskému dělostřelectvu a útokům dronů. Skupiny ruských vojáků (někteří z nich byli zraněni) byly údajně zajaty nebo se dobrovolně vzdaly postupujícím ukrajinským silám. Ukrajinský představitel Serhij Chlan uvedl, že někteří ruští vojáci nedokázali opustit Cherson a převlékli se do civilního oblečení. Jeden neidentifikovaný ruský voják podle všeho potvrdil, že poslední rozkaz, který jeho jednotka dostala, zněl: „Převlékněte se do civilního oblečení a jděte do prdele, jak chcete.“ Někteří ruští vojáci se údajně utopili, když se snažili přeplavat Dněpr. Ukrajinská rozvědka zveřejnila na sociálních sítích ruskojazyčné prohlášení, v němž vyzvala zbývající ruské vojáky, aby se vzdali. Záběry na sociálních sítích naznačovaly, že ukrajinské jednotky ukořistily několik ruských tanků, obrněných vozidel a beden s municí, což bylo přímo v rozporu s prohlášením ruského ministerstva obrany.

### Vstup ukrajinských jednotek do Chersonu

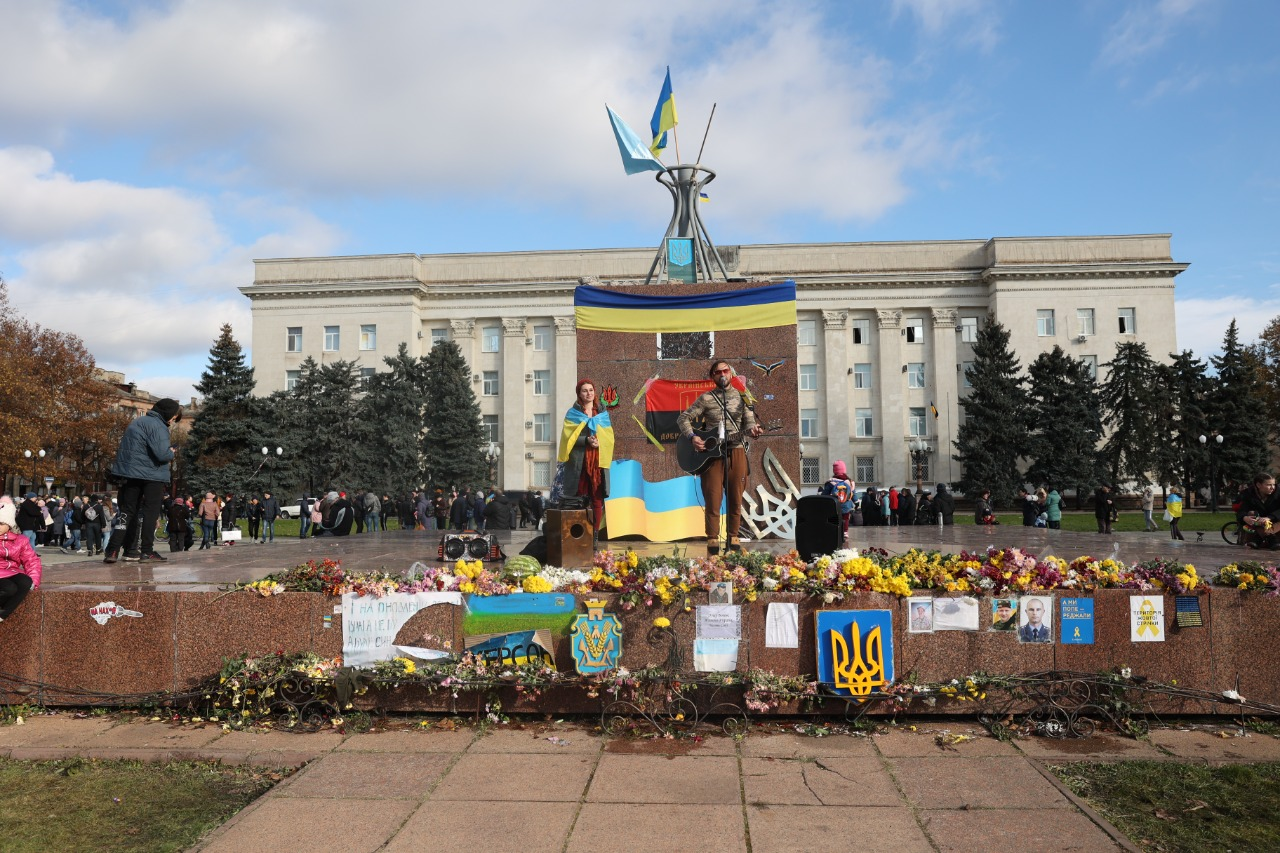
Náměstí svobody 19. listopadu 2022

Ozbrojené síly Ukrajiny vstoupily do města 11. listopadu. Později téhož dne osvobodily ukrajinské jednotky Cherson a zbytek pravého břehu Chersonské oblasti. Existovaly obavy, že ruské síly mohly ve městě nastražit pasti, proto ZSU postupovaly s určitou opatrností. Stejně jako v jiných osvobozených oblastech i zde příchozí Ukrajinci narazili na miny a nástražné výbušné systémy, které představovaly nebezpečí pro vojáky i civilisty. Dne 11. listopadu ukrajinská armáda pracovala na jejich odstranění, ale několik lidí bylo těmito zařízeními zraněno a nejméně jeden byl zabit. Při přesunu ZSU do centra města se nezdálo, že by byly připraveny nějaké léčky, někteří pozorovatelé popisovali neuspořádaný ústup Rusů jako „útěk“
Když ukrajinské jednotky dorazily, shromáždily se davy civilistů, kteří je vítali a oslavovali osvobození. Na náměstí Svobody (ukrajinsky Площа Свободи) bylo vidět civilisty, jak skandují „Sláva ZSU“ , objímají vojáky, zpívají písně a mávají ukrajinskými vlajkami. Jednu vojákyni ZSU zvedli dva muži na ramena a pak ji na znamení vděčnosti vyhodili do vzduchu. Auta vyjela do ulic a troubila, zatímco obyvatelé strhávali proruské propagandistické plakáty. Podobně v Bilozerce, městě na západním okraji Chersonu, strhávali obyvatelé propagandistické billboardy. Obyvatelé Chersonu byli viděni, jak ve tmě tančí kolem ohně a zpívají „Červená kalina“, ukrajinskou vlasteneckou píseň, kterou ruské okupační úřady devět měsíců zakazovaly. Po osvobození označil ukrajinský prezident Volodomyr Zelenskyj tento den za „historický“.

## Následky

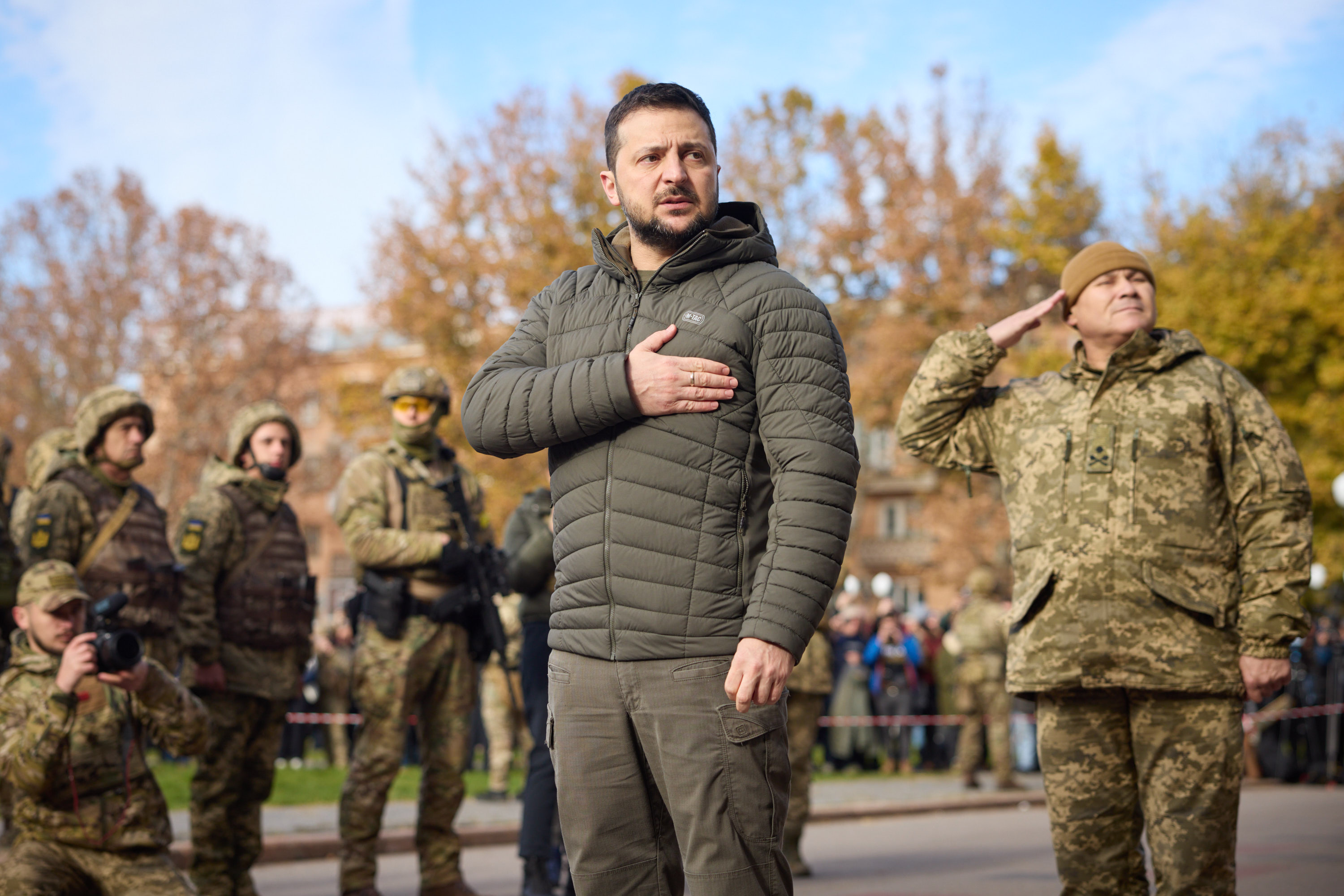
Ukrajinský prezident Volodymyr Zelenskyj se 14. listopadu 2022 zúčastnil vztyčení ukrajinské vlajky při návštěvě osvobozeného Chersonu.

### Vojenský a politický dopad
Stažením se ruské síly vzdaly kontroly nad přibližně 40 % Chersonské oblasti ve prospěch Ukrajiny. Ztráta Chersonu byla všeobecně považována za významnou ránu pro Vladimira Putina, který 30. září 2022 prohlásil, že Cherson bude „navždy součástí Ruska“. Okupační vojska 12. listopadu prohlásila Heničesk, přístavní město u Azovského moře, za dočasné administrativní hlavní město Chersonské oblasti. Během ústupu ruští vojáci odvezli z chersonské katedrály svaté Kateřiny kosti knížete Grigorije Alexandroviče Potěmkina z 18. století, který byl považován za novodobého zakladatele města.
Zpočátku byla většina obyvatel města v euforii, veřejně oslavovala ruský ústup a vítala ukrajinské síly jako osvoboditele, zatímco jiní se obávali nadcházejícího období. Jeden z obyvatel Chersonu uvedl: „Všichni obyvatelé města se obávali, že budou muset odejít. Chci slavit, ale něco mi říká, že ještě není konec. Rusové se nemohou vzdát tak snadno, ne po tom všem, co se stalo. Bojím se zimy a mám obavy, že se město stane bojištěm. Budeme v palebné linii.“ Vojenští analytici uvedli, že existuje nebezpečí, že ruské dělostřelectvo bude ostřelovat Cherson z východního břehu Dněpru.
Dne 14. listopadu Zelenskyj neohlášeně navštívil Cherson a promluvil k davu několika stovek obyvatel: „Krok za krokem přicházíme do celé naší země...Jsem rád, že jsme v Chersonu.“ NOS popsal situaci na místě jako „jakési nevyřčené příměří. Obě válčící strany udělaly jakousi přestávku a nestřílejí po sobě ve velkém.“ Alexandr Dugin, ideolog ruského nacionalismu a eurasianismu, otevřeně kritizoval Vladimira Putina za to, že nedokázal bránit „ruská města“, jako je Cherson.

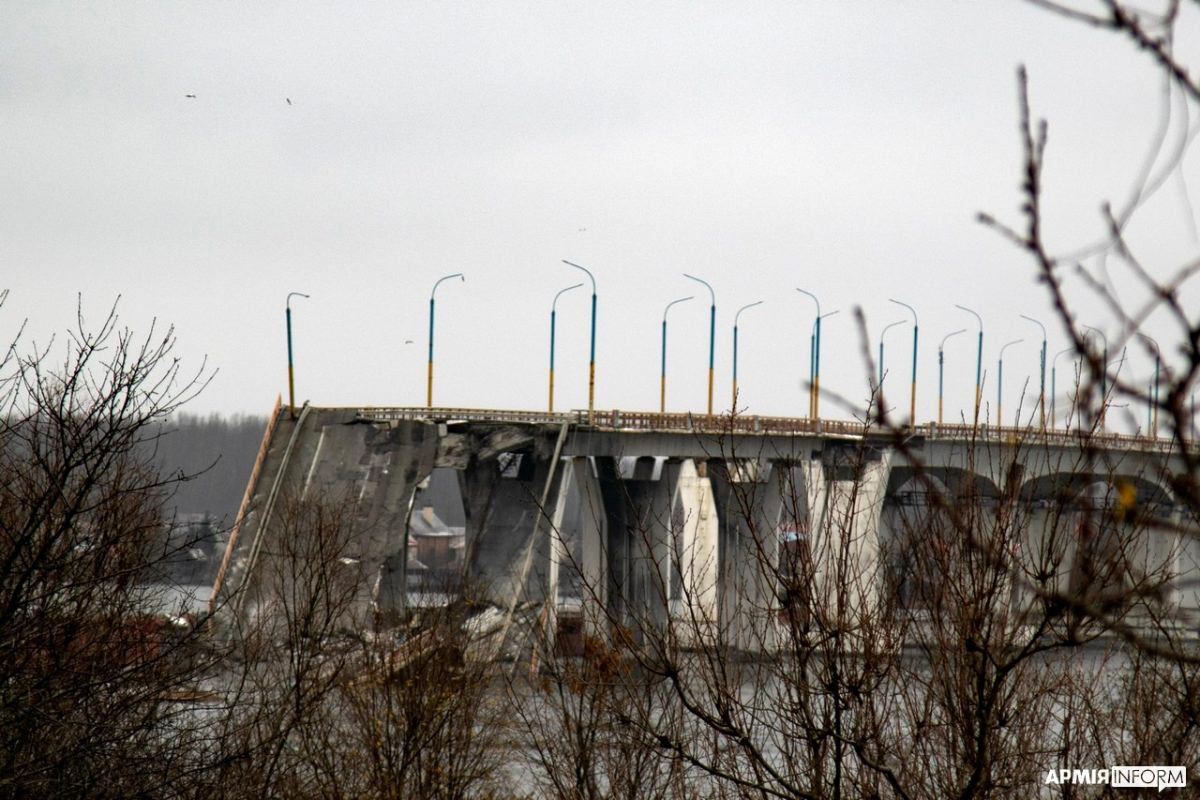
Zničený most v Antonivce

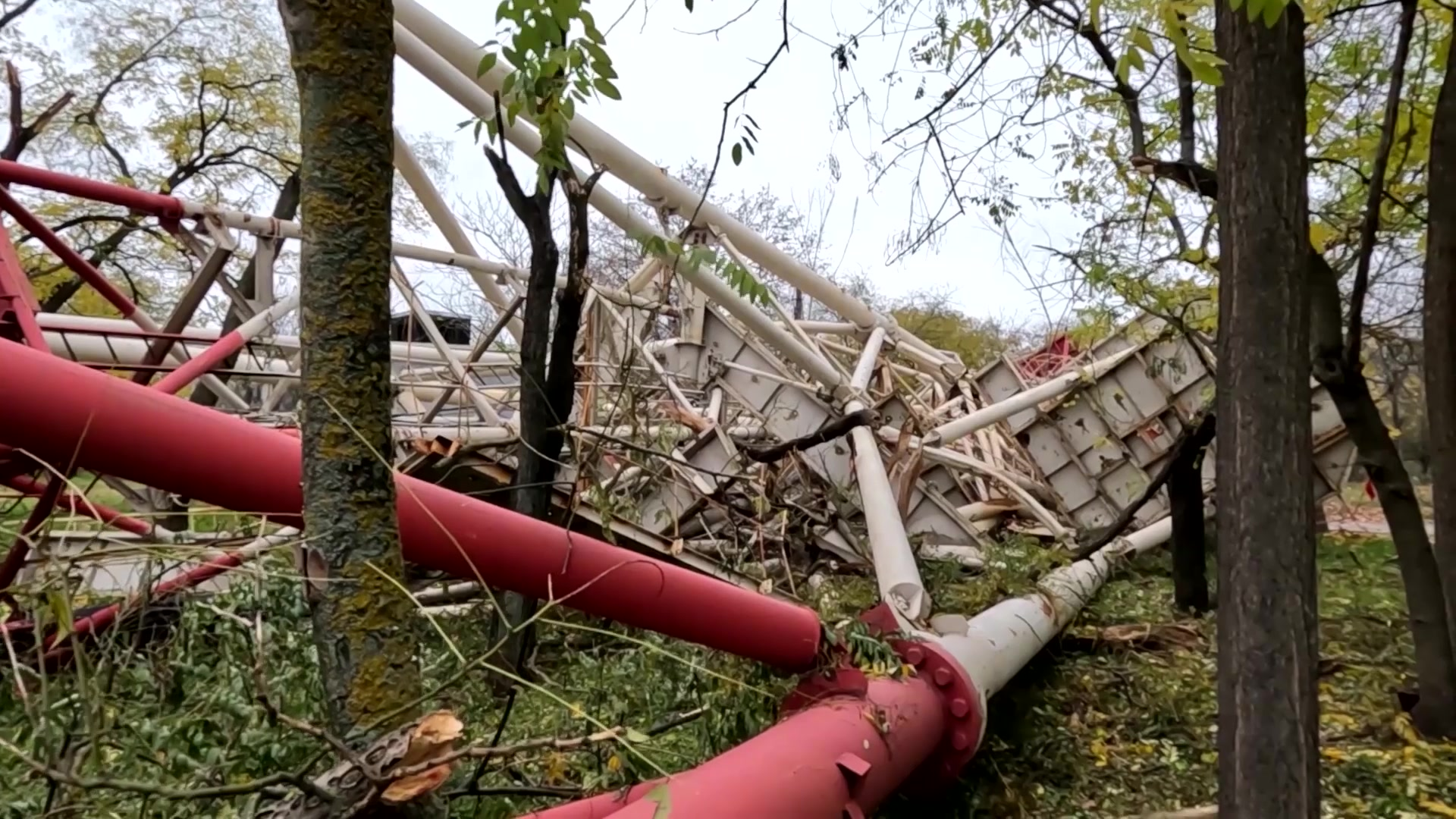
Chersonská televizní věž vyhozená do povětří ruskou armádou

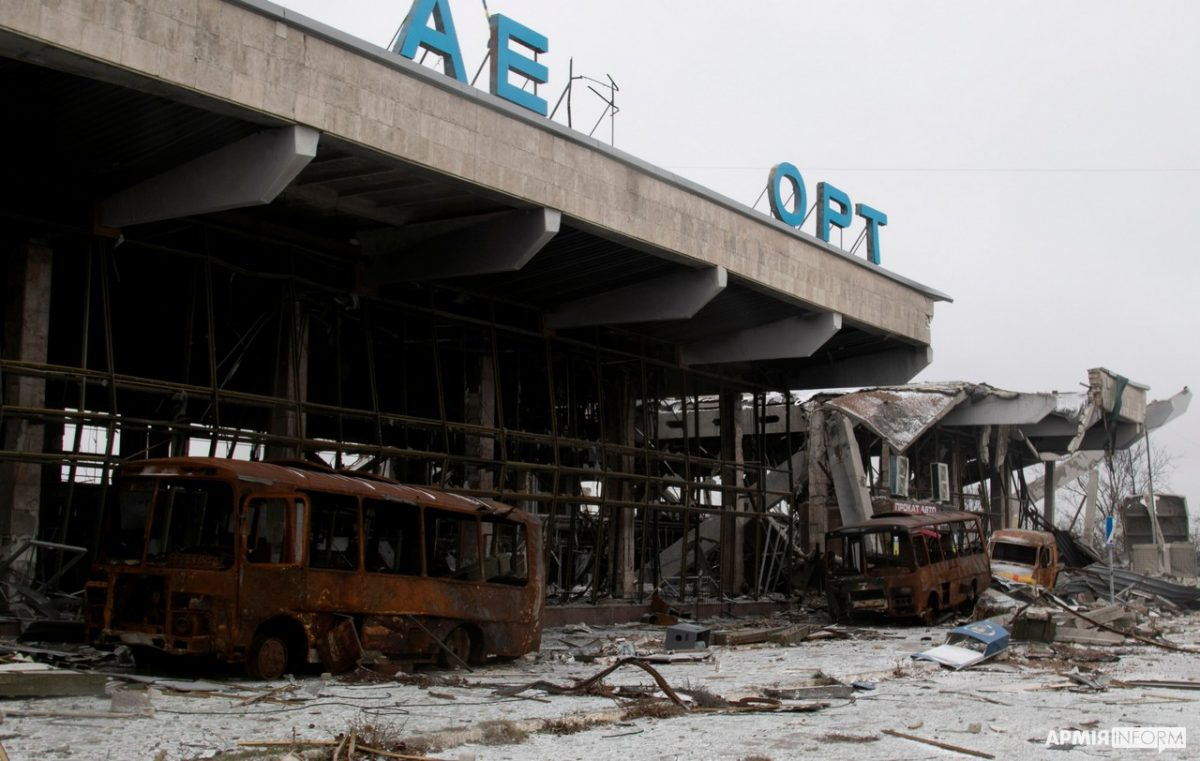
Zničené chersonské letiště

Vojenský a bezpečnostní analytik Lukáš Visingr označil dobytí Chersonu za „katastrofu“ pro Rusko.

### Poškození infrastruktury
Satelitní snímky společnosti Maxar Technologies ukázaly, že během ústupu z Chersonu došlo k velkým škodám na infrastruktuře, včetně zničení nejméně sedmi mostů, z toho čtyř přes řeku Dněpr, během 24 hodin. Střední část silničního Antonivského mostu byla zničena. Na horním toku řeky byla poškozena také Kachovská přehrada; k 11. listopadu ukrajinské síly stále neměly přehradu pod kontrolou, ačkoli znovu dobyly vesnici Tjachynka, která se nachází 20 kilometrů západně od přehrady.
V době, kdy Ukrajina obnovila kontrolu nad městem Cherson, byla již velká část jeho elektrické, internetové a vodovodní sítě rozbita. Dne 12. listopadu prezident Zelenskyj prohlásil: „Okupanti před útěkem z Chersonu zničili veškerou kritickou infrastrukturu: komunikace, vodu, teplo, elektřinu.“ Chersonská televizní věž, chersonská teplárna a další zařízení energetické infrastruktury byly vyhozeny do povětří.

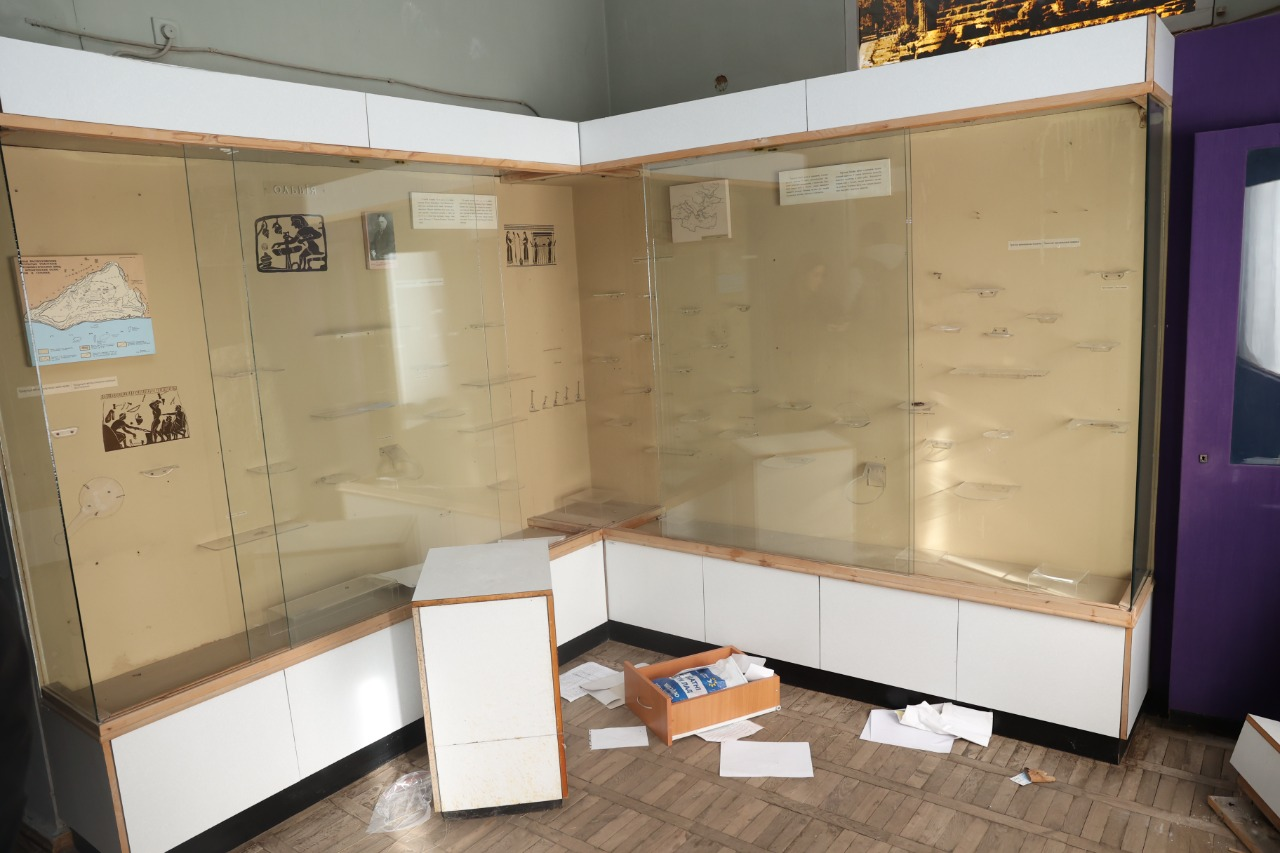
Vyrabované chersonské muzeum lokální historie

V okupované Chersonské oblasti se nachází část Severokrymského kanálu, který před ruskou anexí Krymu zajišťoval 85 % pitné vody a vody pro zemědělství Krymu. Ukrajina kanál uzavřela v roce 2014 krátce po ruské anexi Krymu. Rusko obnovilo tok vody v březnu 2022. Získání kontroly nad Chersonem znamená, že Ukrajina může opět odříznout Krym od vody.

### Kulturní následky
Před ústupem z města ruské jednotky vyplenily jeho hlavní muzea, zejména místní historické muzeum a Muzeum umění. Artefakty byly převezeny do krymských muzeí. Kromě toho ruská armáda odvezla pomníky Alexandra Suvorova, Fjodora Ušakova, Vasilije Margelova, Grigorije Potěmkina a ostatky posledně jmenovaného.

### Demografické údaje

#### Změny v průběhu okupace
Před válkou žilo v Chersonu asi 300 000 obyvatel, ale na konci ruské okupace jich zůstalo jen asi 80 000. Mnoho civilistů uprchlo a někteří byli během ruské okupace zabiti. Koncem října 2022 ruská armáda „evakuovala“ z Chersonu na východní břeh řeky Dněpr nejméně 70 000 civilistů; ukrajinské úřady tvrdily, že tyto přesuny byly nucené, a označovaly je za deportace. Poté, co Ukrajina město znovu dobyla, zemřelo do 19. listopadu v důsledku výbuchů min a munice asi 25 lidí.
V rámci města Cherson se z historicko-demografických důvodů stále běžně používala ke komunikaci ruština, ale vzhledem k tomu, že během ruské okupace byla zakázána ukrajinština a mnoho civilistů bylo ruskými vojáky týráno a cítilo se poníženo, někteří obyvatelé vyjadřovali stud za to, že po všem, co se stalo, mluví rusky.

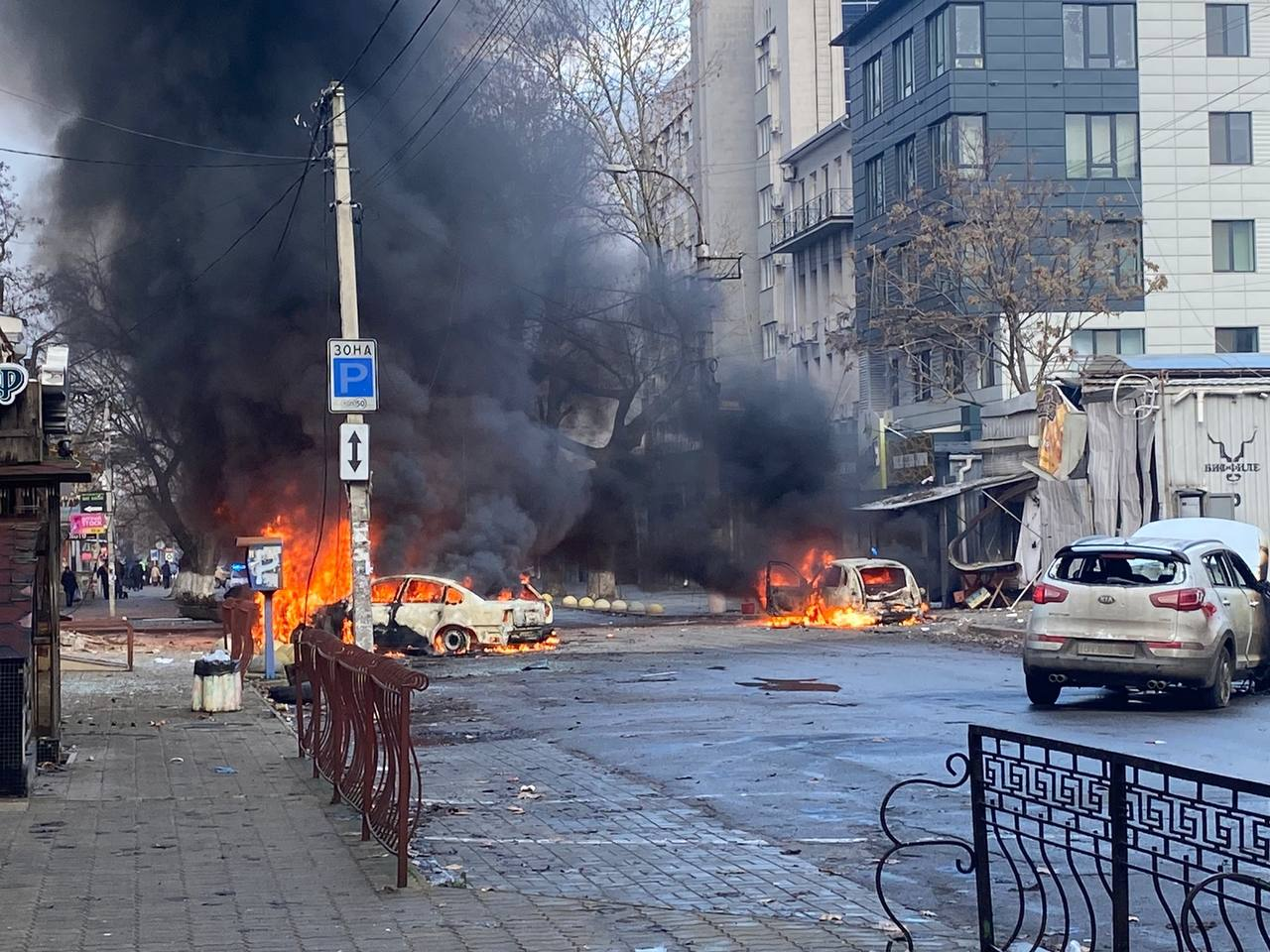
Ostřelování Chersonu ruskou armádou dne 24. prosince 2022

#### Dobrovolná evakuace po okupaci
Jaroslav Januševyč, od srpna 2022 nový ukrajinský gubernátor Chersonské oblasti, 18. listopadu prohlásil: „[Evakuace obyvatel] závisí na tom, zda bude elektřina. Prezident jasně řekl, že bychom měli vrhnout všechny síly na obnovení dodávek elektřiny.“ 
Do 21. listopadu 2022 ukrajinské úřady zahájily snahy o usnadnění dobrovolné evakuace obyvatel Chersonu, kteří si přáli přezimovat jinde, dokud nebude město bezpečnější, přičemž místopředsedkyně vlády Iryna Vereščuková uvedla: „V současné době nehovoříme o nucené evakuaci. Ale i v případě dobrovolné evakuace nese odpovědnost za dopravu stát. Lidé musí být dopraveni na místo, kde stráví zimu.“

### Odminování oblasti
Gubernátor Mykolajivské oblasti Vitalij Kim varoval, že na osvobozených územích a v osadách je stále mnoho min.
Nevládní organizace Ukrajinská asociace odminovačů sdělila deníku The Guardian: „Zatím nemůžeme dělat prognózy, protože odminování teprve začalo, ale potenciálně by se Chersonská oblast mohla stát nejvíce zaminovaným regionem v zemi a Ukrajina by se bohužel brzy mohla dostat na první místo na světě v počtu obětí způsobených minami. Očekávalo se, že odstraňování min a nástražných výbušných systémů v celé oblasti a na ostatních znovudobytých územích Ukrajiny bude trvat měsíce, ne-li roky.“

## Mezinárodní reakce
- Ministryně obrany ČR Jana Černochová (ODS) prohlásila, že je ráda, že k osvobození Chersonu přispělo také Česko a že si přeje, aby byla Ukrajina v dalším roce svobodná a s původními hranicemi.[53]
- Generální tajemník NATO Jens Stoltenberg zopakoval, že podporuje Ukrajinu a že pokud se Rusko stáhne, bude to „další vítězství pro Ukrajinu.“[54]
- Americký prezident Joe Biden prohlásil, že rozhodnutí stáhnout se ukazuje, že ruská armáda má „skutečné problémy.“[55]
- Rusko zopakovalo, že Chersonská oblast je i nadále součástí Ruska.[56][57]
- Turecký prezident Recep Tayyip Erdogan prohlásil, že stažení Ruska z Chersonu je „pozitivní a důležité“ a že bude pokračovat v diplomacii s Ruskem.[58]